# Trăn
Trăn (în bulgară Трън) este un oraș în partea de vest a Bulgariei, pe Erma, la 15 km de granița cu Serbia. Aparține de  Comuna Trăn, Regiunea Pernik.

Localitatea a fost menționată în 1451 ca și Tran; numel său apare între secolele 15-16 ca și Turun, Tuin, Turan, Taran. O caracteristică a locuitorilor de aici este că vorbesc un dialect al limbii bulgare, mai apropiat de limba sârbă decât de bulgară, de aceea este mai dificil de înțeles de către bulgarii din Pernik.

Aici s-a înregistrat temperatura minimă absolută din Bulgaria și anume - 38,3 °C, înregistrată în iarna anului 1947.

## Demografie
Componența etnică a orașului Trăn
     Bulgari (64,63%)
     Romi (25,01%)
     Nicio identificare (10,35%)
     Altele (0,36%)
La recensământul din 2011, populația orașului Trăn era de 2.443 locuitori. Din punct de vedere etnic, majoritatea locuitorilor (64,63%) erau bulgari, cu o minoritate de romi (25,01%). Pentru 10,35% din locuitori nu este cunoscută apartenența etnică.